# Viquidites
Viquidites (originalment, Wikiquote, en anglès) és un projecte de la Fundació Wikimedia sobre el programari MediaWiki. Basat en una idea de Daniel Alston i implementat per Brion Vibber, la finalitat del projecte és de produir conjuntament un recull de dites i frases de persones i llibres, i donar detalls d'aquests. Tot i que hi ha moltes col·leccions de dites i frases a Internet, Viquidites és distingit per estar d'entre els pocs en què els visitants poden contribuir en el projecte.
Inicialment, el projecte va ser creat en anglès, però a partir del juliol del 2004 se'n van anar afegint en altres llengües, i, concretament, el 23 d'agost del 2004 es va obrir la versió en català. El primer article creat a Viquidites fou Groucho Marx el 24 d'agost de 2004.

## Història, pas a pas

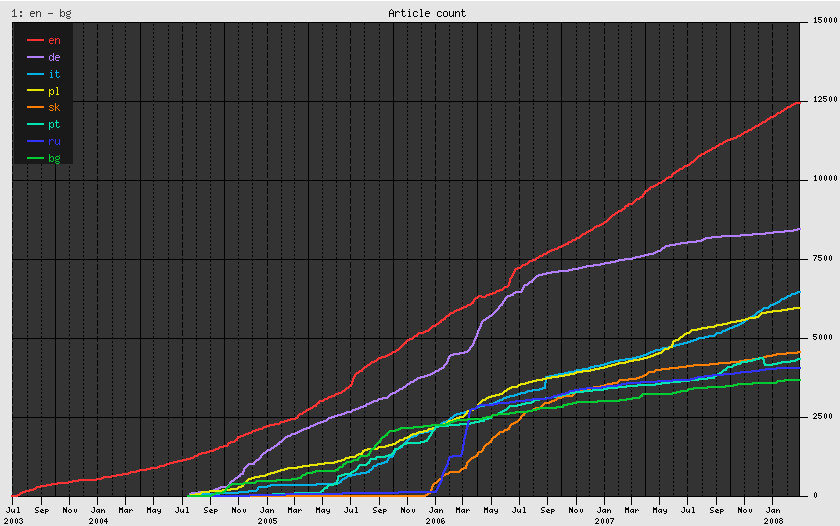
Creixement de les vuit primeres Viquidites.

- 27 de juny de 2003 - Temporalment posat al domini de la Viquipèdia en Wolof (wo.wikipedia.com)
- 10 de juliol de 2003 - Domini propi: quote.wikipedia.org
- 17 de juliol de 2004 - S'afegeixen noves llengües.
- 23 d'agost de 2004 - Comença la versió en català.
- 24 d'agost de 2004 - Primer article de Viquidites: Groucho Marx.
- Abril de 2006 - La versió en francès tanca per raons legals.
- 4 de desembre de 2006 - Es torna a iniciar la versió en francès.
- 28 de maig de 2013 - La versió en català assoleix els 1000 articles amb la paraula Biblioteca
- 1 d'octubre de 2015 - La versió en català assoleix els 2000 articles amb la paraula Rellotge
- 26 de setembre de 2016 - Viquidites estrena nova portada i portals paremiològics
- 9 de desembre de 2017 - La versió en català assoleix els 3000 articles amb la paraula Llaç

## Cooperació multilingüe
Al Juliol del 2004, hi havia uns 70 sub-dominis:
- Afrikaans: Wikiquote
- Àrab: ويكي الاقتباس
- Búlgar: Уикицитат
- Català: Viquidites
- Xinès: 维基语录
- Danès: Wikiquote
- Holandès: Wikiquote
- Anglès: Wikiquote
- Francès: Wikiquote
- Alemany: Wikiquote
- Grec: Βικιφθέγματα
- Indi: Wikiquote
- Hebreu: ויקיציטוט
- Hongarès: Wikidézet
- Italià: Wikiquote
- Japonès: ウィキクォート
- Coreà: 위키인용집
- Llatí: Vicicitatio
- Malai: Wikiquote
- Marathi: Wikiquote
- Punjabi: Wikiquote
- Pushto: Wikiquote
- Persa: ویکی‌گفتاورد
- Polonès: Wikicytaty
- Portuguès: Wikiquote
- Romanès: Wikicitat
- Rus: Викицитатник
- Castellà: Wikiquote
- Tàmil: விக்கி மேற்கோள்
- Telugu: వికీవ్యాఖ్య
- tailandès: วิกิคำคม
- Turc: Vikisöz
- Urdu: Wikiquote